# Джума мечеть (Бузовна)
П'ятнична мечеть Алі ібн Абу Таліба (азерб. Buzovna Cümə məscidi) — мечеть в селищі Бузовна, Хазарський район, Баку, Азербайджан.

## Історія
Будівництво почалося в 1896 і тривало до 1900.
У 1918 будівельні роботи відновлені, проте будівництво так і не завершилося. Зодчими мечеті були жителі Бузівна — архітектор Юсиф, майстри Халик, Керім та Гюльхасан.
У мечеті праворуч і ліворуч від мехраба як медальйонів зроблено напис арабською мовою: «Аллах, Мохаммед, Алі, Фатіма, Хасан, Гуссейн».
Після встановлення радянської влади в Азербайджані будівля мечеті використовувалася як склад і магазин.
У 2007 жителі Бузовни звернулися до президента Фонду Гейдара Алієва Мехрібан Алієвої з проханням про завершення будівельних робіт. У рамках проекту Фонду Гейдара Алієва «Азербайджан — адреса толерантності» у лютому того ж року розпочалися роботи з реконструкції та були завершені найближчим часом, а мечеть введено в експлуатацію 19 грудня 2009. На відкритті мечеті були присутні Президент Азербайджану Ільхам Алієв та його дружина Мехрібан Алієва.
При мечеті функціонує зареєстрована релігійна громада.

## Архітектура
Збудована з моноліту, фасад прикрашений кам'яними плитами з арабськими написами. Площа мечеті 500 м². Висота - 28 метрів, бані — 12 метрів. Є також підсобне приміщення та адміністративна будівля, місця ритуальних обмивань для чоловіків і жінок. Тут одночасно можуть молитися 500 людей. Тут створено окремі молитовні для жінок та чоловіків. На першому поверсі моляться чоловіки, на другому – жінки.

## Галерея

Пятничная мечеть Али ибн Абу Талиба
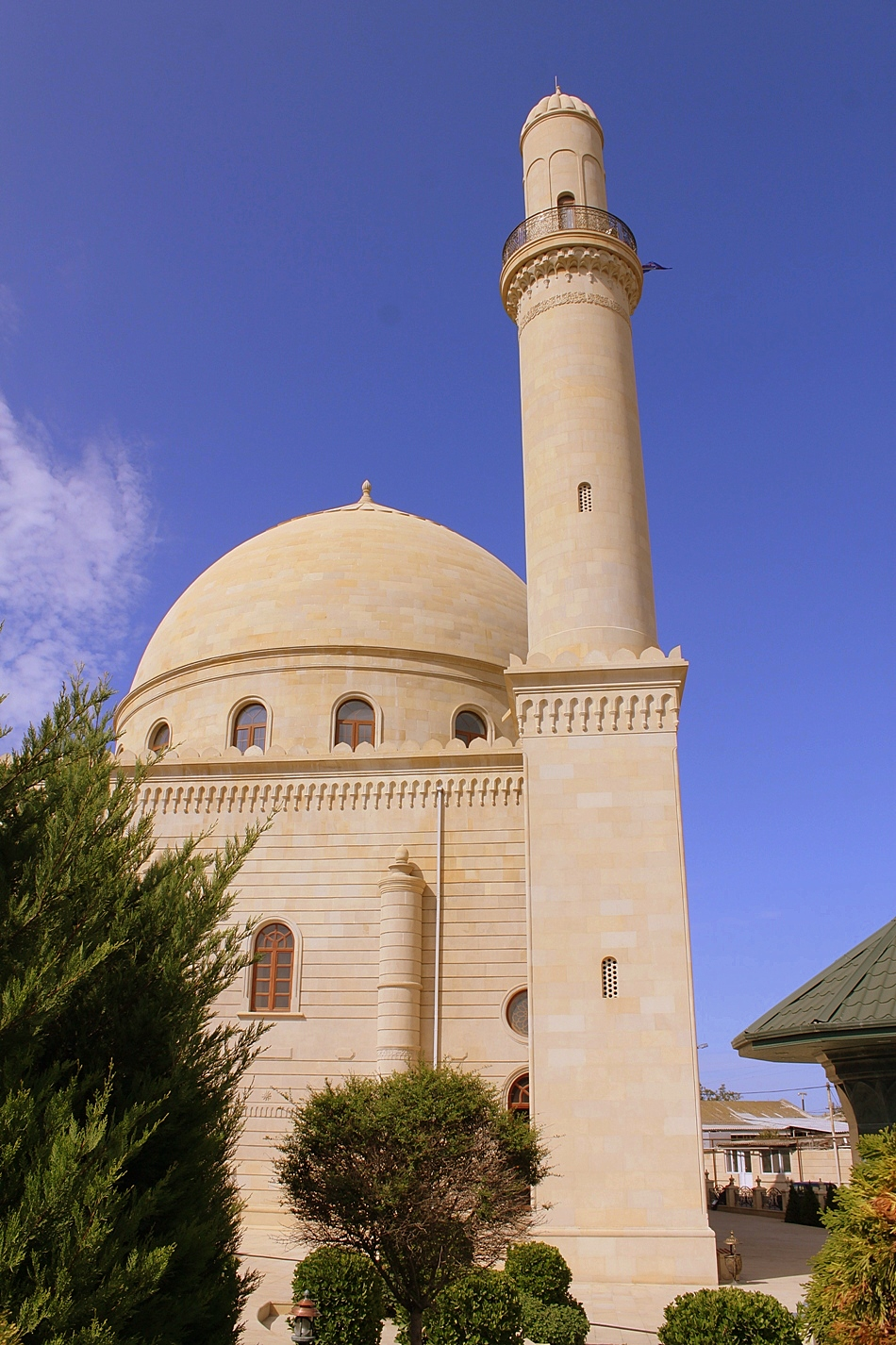
Екстер'єр після реставрації
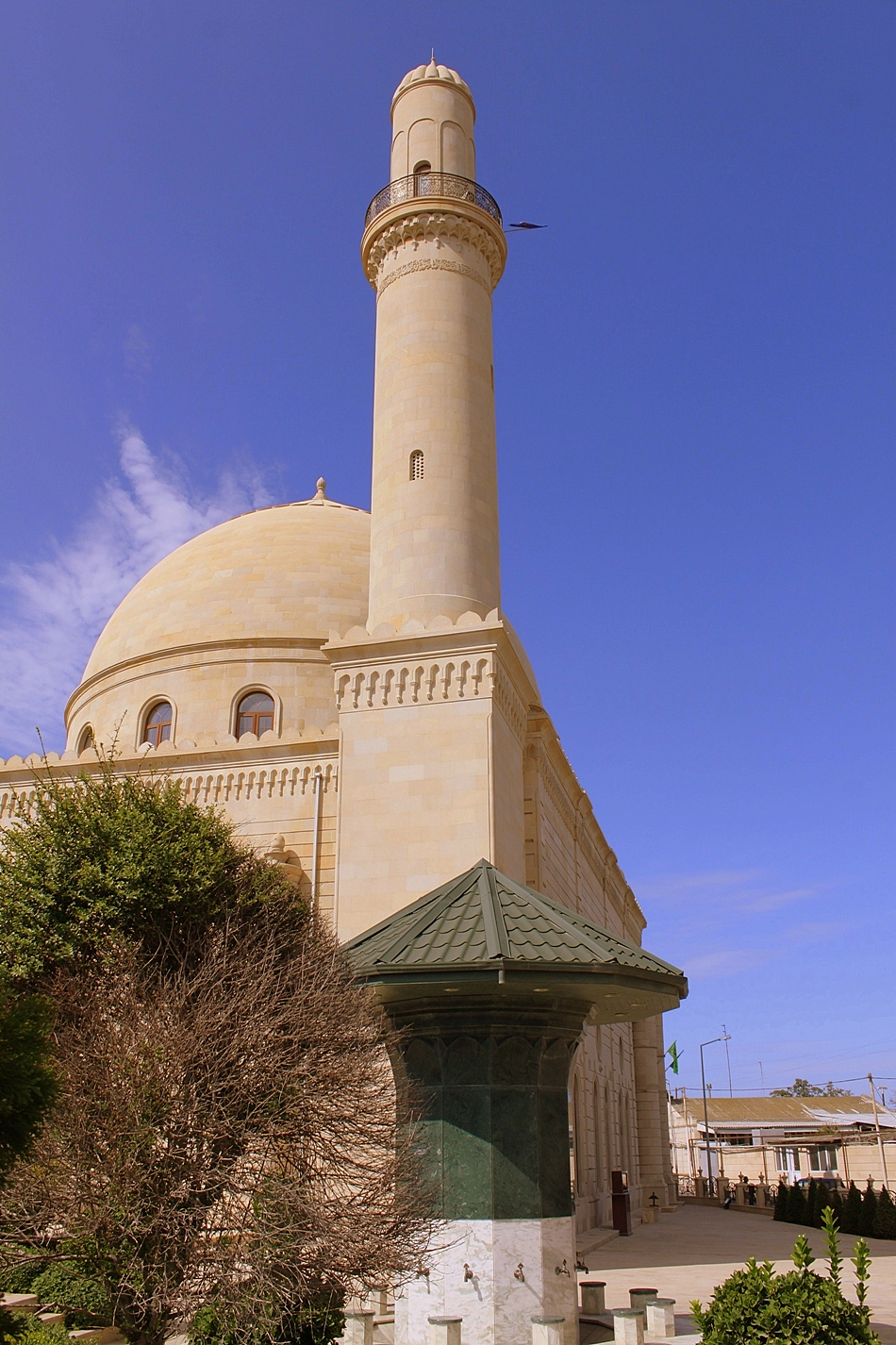
Екстер'єр після реставрації
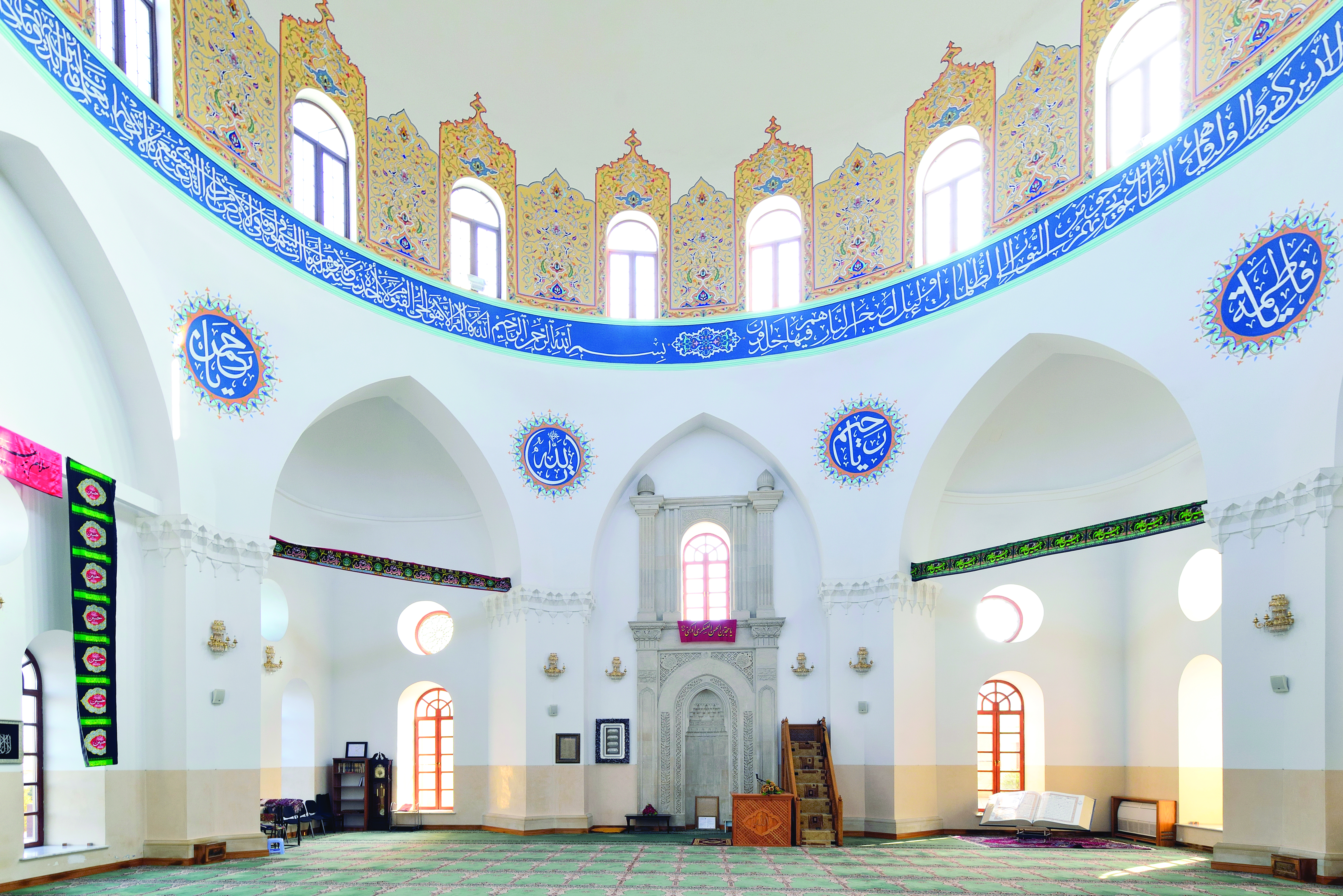
Інтер'єр